# Гезгалы (агрогородок, Дятловский район)
Гезгалы (транслит.: Hiezhaly; бел. Ге́згалы) — агрогородок в Дятловском районе Гродненской области Белоруссии. Входит в состав Жуковщинского сельсовета.

## Этимология
Название он получил от названия деревни Гезгалы находящейся по соседству.

## История
В феврале 1964 года вблизи деревни Гезгалы началось строительство военного городка.
В Гезгалах располагался 376-й ракетный полк 49-й гв. ракетной дивизии. 27 ноября 1996 года с подъездных путей железнодорожной станции Яцуки отправился в Россию последний эшелон с баллистическими ракетами РС-12 М «Тополь». На месте базирования ракет нынче функционирует исправительная колония-поселение № 26.
До 2014 года Гезгалы образовывали отдельный Гезгаловский поселковый Совет.
Решением районного Совета депутатов от 7 августа 1996 года военному городку Гезгалы определён статус посёлка, а с 2011 года — агрогородка.

## Инфраструктура
В Гезгалах располагается больница сестринского ухода. Работает средняя школа и детский сад. Функционирует тренажёрный зал «Олимп».

## Гезгаловское водохранилище
Рядом с агрогородком Гезгалы расположено Гезгаловское водохранилище в деревне Гезгалы. Его площадь 1,22 км². Водохранилище расположено на р. Молчадь (за 9 км от устья). Сооружено в 1959 году для энергетических целей и рыборазведения. На водохранилище расположена Гезгаловская ГЭС.

## Культура
- Дом культуры
- Музей "История военного городка" ГУО "Гезгаловская средняя школа"

## Достопримечательность
- Памятный знак воинам-ракетчикам стратегического назначения (2021)